# Danville, Ohio
Danville là một làng thuộc quận Knox, tiểu bang Ohio, Hoa Kỳ. Năm 2010, dân số của làng này là 1044 người.

## Dân số
- Dân số năm 2000: 1104 người.
- Dân số năm 2010: 1044 người.